# Велошоссейный кубок Франции
Велошоссейный кубок Франции (фр. Coupe de France) — сезонный турнир из самостоятельных шоссейных французских велогонок проводящийся с 1992 года.

## История
Соревнование было создано в 1992 году под названием Coupe de France и организовано Французской федерацией велоспорта. Основным спонсором являлась компания Pari Mutuel Urbain. В его календарь вошли самые важные французские однодневные гонки. Количество гонок может меняться каждый год. Изначально в Кубка было две классификации (индивидуальная и командная) в которых учитывались результаты только французских велогонщиков и команд.
С 1999 года в индивидуальном зачёте начинают принимать участие также иностранные спортсмены выступающие за французские команды. В 2002 году вводится молодёжная классификация. После появления в 2005 году UCI Europe Tour в Кубок входят гонки одновременно присутствующие в календаре UCI Europe Tour и имеющие категорию .HC или .1. Это позволяет выступать на всех гонках WorldTeam, проконтинентальные и континентальные командам. С 2016 года в зачётах учитываются все гонщики без каких либо ограничений. Однако в командном рейтинге по-прежнему учитываются только французских команды.
По итогам сезона разыгрывается три классификации — индивидуальная, молодёжная (до 25 лет) и командная. Победитель каждой определяется по наибольшей сумме набранных очков.
С 2000 года также проводится аналогичный турнир среди женщин.

### Гонки
В разные годы в календарь Кубка входили следующие гонки: 
- Букль де л’Он
- Букль де Сен-Сен-Дени
- Гран-при Марсельезы
- Гран-при Виллер-Котре
- Гран-при Рена
- Гран-при Денена
- Гран-при Исберга
- Гран-при Плуэ / Классика Бретани
- Гран-при Плюмлека и Морбиана
- Гран-при Соммы
- Гран-при Фурми
- Классика Альп
- Классика Луар-Атлантик
- Классика Харибо
- Ля Кот Пикард
- Ля Ру Туранжель
- Париж — Бурж
- Париж — Камамбер
- Полимюльтиплие де л’Отиль
- Полинорманд
- Рут Адели де Витре
- Тро Бро Леон
- Трофе де гримпёр
- Тур Вандеи
- Тур дю Ду
- Тур дю От-Вар
- Тур Финистера
- Флеш д’Эмрод
- Шатору Классик де л’Эндр
- Шоле — Земли Луары

## Регламент

### Индивидуальная классификация
По итогам каждой гонки очки получают лучшие 15 гонщиков. В случае если места, дающие право на очки, заняты не французскими гонщиками из иностранных команд то их очки не «передаются» следующему за ним гонщику. Если два и больше гонщиками имеют равные очки, то выше будет классифицироваться спортсмен занявший больше первых мест, затем вторых мест и так далее. В случае дальнейшего паритета, учитываются результаты последней гонки. Итоговая классификация по убыванию набранных очков в течение сезона.
| Место | 1  | 2  | 3  | 4  | 5  | 6  | 7  | 8  | 9  | 10 | 11 | 12 | 13 | 14 | 15 |
| Очки  | 50 | 35 | 25 | 20 | 18 | 16 | 14 | 12 | 10 | 8  | 6  | 5  | 3  | 3  | 3  |

### Молодёжная классификация
По итогам каждой гонки очки получают лучшие 10 гонщиков в возрасте до 25-и лет. Всё остальное аналогично индивидуальной классификации.
| Место | 1   | 2  | 3  | 4  | 5  | 6  | 7  | 8  | 9  | 10 |
| Очки  | 100 | 85 | 72 | 60 | 50 | 45 | 40 | 35 | 30 | 25 |

### Командная классификация
По итогам каждой гонки суммируются места трёх лучших гонщиков каждой команды.
Если две и более команды имеют одинаковую сумму мест, то выше будет классифицироваться команда у которой меньше сумма мест двух её лучших гонщиков. В случае паритета, учитывается результат самого лучшего гонщика команды. Ранжирование команд по итогам гонки происходит по возрастанию суммы мест. Очки получают 10 лучших французских команд. Итоговая классификация по убыванию набранных очков в течение сезона.
| Место | 1  | 2 | 3 | 4 | 5 | 6 | 7 | 8 | 9 | 10 |
| Очки  | 12 | 9 | 8 | 7 | 6 | 5 | 4 | 3 | 2 | 1  |

## Призёры
| Год  | Победитель           | Второй          | Третий             | Молодой гонщик   | Лучшая команда                           |
| ---- | -------------------- | --------------- | ------------------ | ---------------- | ---------------------------------------- |
| 1992 | Жан-Сирил Робин      | Бруно Корнель   | Лоран Десбиенс     | не разыгрывалась | Z                                        |
| 1993 | Тьерри Клаверола     | Франсуа Симон   | Эдди Сеньёр        | не разыгрывалась | GAN                                      |
| 1994 | Ронан Пансек         | Ришар Виранк    | Лоран Брошар       | не разыгрывалась | Castorama                                |
| 1995 | Арманд де Лас Куэвас | Ришар Виранк    | Кристоф Менжен     | не разыгрывалась | GAN                                      |
| 1996 | Стефан Эло           | Лоран Жалабер   | Николя Жалабер     | не разыгрывалась | GAN                                      |
| 1997 | Николя Жалабер       | Лоран Ру        | Ришар Виранк       | не разыгрывалась | Française des Jeux                       |
| 1998 | Паскаль Лино         | Паскаль Эрве    | Лоран Десбиенс     | не разыгрывалась | Casino-Ag2r Prévoyance                   |
| 1999 | Яан Кирсипуу         | Паскаль Чантер  | Патрис Альган      | не разыгрывалась | Française des Jeux                       |
| 2000 | Патрис Альган        | Лоран Брошар    | Яан Кирсипуу       | не разыгрывалась | Crédit Agricole                          |
| 2001 | Лоран Брошар         | Флоран Брар     | Яан Кирсипуу       | не разыгрывалась | Jean Delatour                            |
| 2002 | Франк Буйе           | Лоран Лефевр    | Седрик Вассёр      | Санди Касар      | Bonjour                                  |
| 2003 | Яан Кирсипуу         | Николя Вогонди  | Сильвен Шаванель   | Сильвен Шаванель | Brioches La Boulangère                   |
| 2004 | Тур Хусховд          | Пьерик Федриго  | Жером Пино         | Жером Пино       | Crédit Agricole                          |
| 2005 | Филипп Жильбер       | Людовик Турпин  | Пьерик Федриго     | Филипп Жильбер   | Française des Jeux                       |
| 2006 | Ллойд Мондори        | Лилиан Жегу     | Джимми Каспер      | Ллойд Мондори    | Bouygues Télécom                         |
| 2007 | Себастьян Шаванель   | Ромен Фейю      | Реми Пориоль       | Ромен Фейю       | Crédit Agricole                          |
| 2008 | Жером Пино           | Давид ЛеЛэя     | Фредерик Гедон     | Энтони Равар     | Française des Jeux                       |
| 2009 | Джимми Каспер        | Ромен Фейю      | Антони Геслин      | Ромен Фейю       | Française des Jeux                       |
| 2010 | Леонардо Дуке        | Флориан Вашон   | Джонатан Иверт     | Флориан Вашон    | Bretagne-Schuller                        |
| 2011 | Тони Галлопен        | Ромен Фейю      | Сильвен Жорж       | Тони Галлопен    | FDJ                                      |
| 2012 | Самуэль Дюмулен      | Жюльен Симон    | Лаурен Пишон       | Арно Демар       | Bretagne-Schuller                        |
| 2013 | Самуэль Дюмулен      | Бриан Кокар     | Антони Геслин      | Бриан Кокар      | FDJ.fr                                   |
| 2014 | Жюльен Симон         | Самуэль Дюмулен | Евгений Гутарович  | Арминдо Фонсека  | Bretagne-Séché Environnement             |
| 2015 | Насер Буанни         | Батист Планкарт | Пьерик Федриго     | Насер Буанни     | Bretagne-Séché Environnement             |
| 2016 | Самуэль Дюмулен      | Батист Планкарт | Ромен Фейю         | Бриан Кокар      | HP BTP–Auber93                           |
| 2017 | Лоран Пишон          | Насер Буанни    | Флавьен Дассонвиль | Давид Гудю       | Fortuneo–Vital Concept / Fortuneo–Oscaro |
| 2018 | Уго Хофстеттер       | Самуэль Дюмулен | Кристоф Лапорт     | Уго Хофстеттер   | Cofidis, Solutions Crédits               |
| 2019 | Марк Сарро           | Бенуа Конфруа   | Андреа Вендраме    | Бенуа Конфруа    | AG2R La Mondiale                         |
| 2020 |                      |                 |                    |                  |                                          |